# Toxoneuron noctis
Toxoneuron noctis är en stekelart som först beskrevs av Mao 1945.  Toxoneuron noctis ingår i släktet Toxoneuron och familjen bracksteklar. Inga underarter finns listade i Catalogue of Life.